# Parc Natural Bucegi

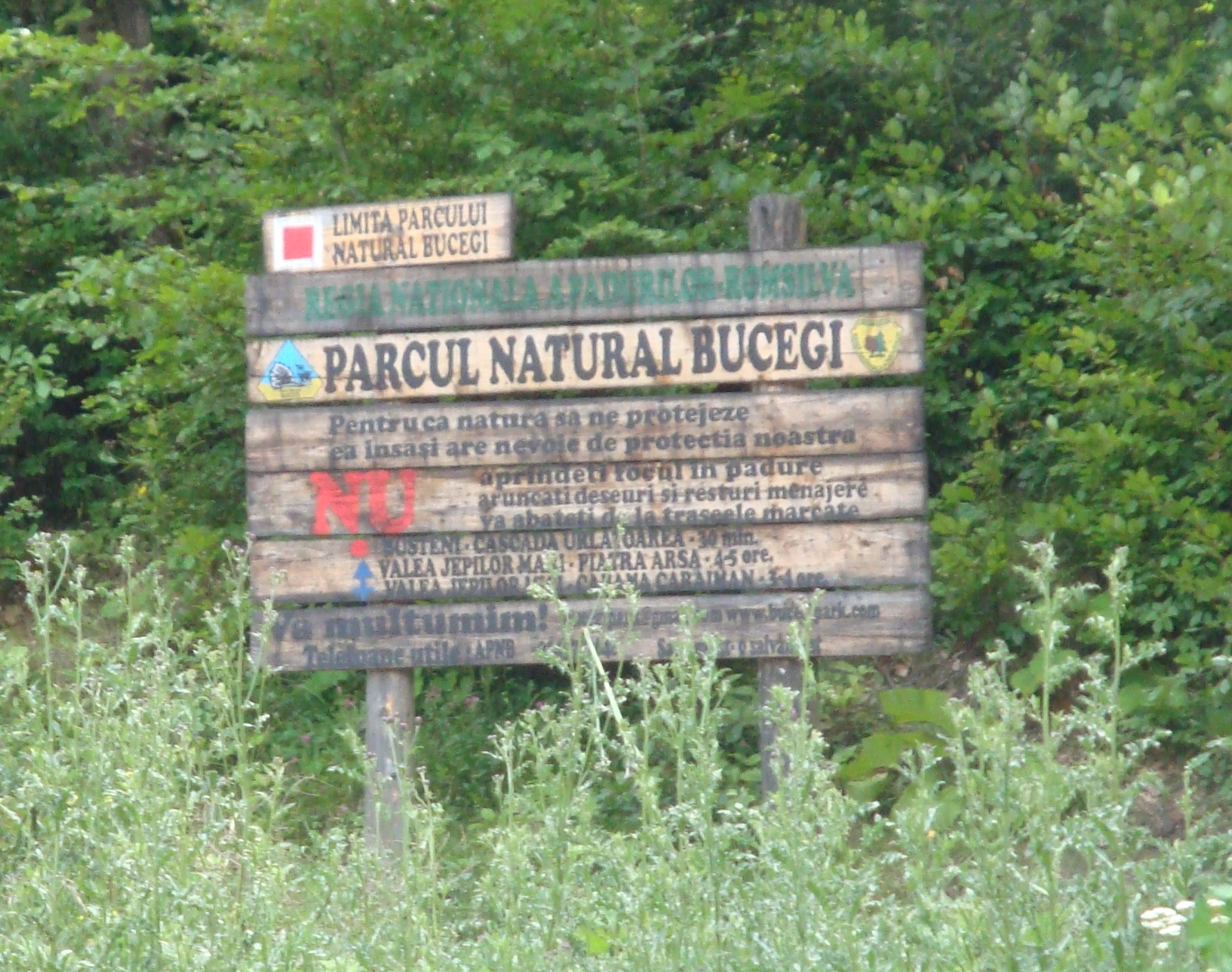

El Parc Natural de Bucegi (en romanès: Parcul Natural Bucegi) és una zona protegida (parc natural categoria V UICN) situada a Romania, al territori administratiu dels comtats Braşov, Dâmboviţa i Prahova.
El Parc Natural es troba a la part sud-central de Romania, a les muntanyes Bucegi dels Carpats del Sud. Té una superfície de 32.663 ha va ser declarat espai protegit per la Llei número 5 del 6 de març del 2000 (publicat al Monitorul Oficial número 152 del 12 d’abril del 2000) i representa una zona muntanyosa (coves), coves, canyons, serralades, dolines, valls, cascades, pastures i boscos), que protegeix una gran varietat de flora i fauna. El parc és famós per les seves característiques Babele i Sphinx.

## Hàbitats
Fagedes, matolls, pastures calcàries alpines, rius alpins i vegetació herbàcia, prats de fenc de muntanya, fonts, vessants rocosos calcaris i pastures seques seminaturals.

## Reserves naturals
Zones protegides incloses al parc: Abruptul Mălăiești - Bucșoiu - Gaura (1.634 ha) i Locul fosilifer Vama Strunga al comtat de Brașov; Cova Cocora i Cheile Urșilor (307 ha) al comtat de Dâmbovița; i Abruptul Prahovean Bucegi (3.478 ha) i Colții lui Barbeș Mountains (1.513 ha) al comtat de Prahova.